# Kim Huybrechts
Kim Huybrechts (Antwerpen, 16 november 1985) is een Belgische darter die sinds 2011 uitkomt voor de PDC. Kims broer Ronny is ook een darter. Tijdens de World Cup of Darts 2013, 2014 en 2015 vormden ze samen het Belgische team.

## Carrière
Bij de BDO springt vooral zijn prestatie op de Winmau World Masters van 2009 in het oog, toen hij in zijn televisiedebuut met 1-3 van Steve West verloor. In het kwalificatietoernooi voor de Lakeside 2011 verloor hij in de laatste ronde van de Duitser Arno Merk.
Gedurende 2011 bereikte Huybrechts een halve finale in het Players Championship in Wenen (5-6 verlies tegen Denis Ovens) en behaalde hij een kwartfinaleplaats op het toernooi in Nuland, waardoor hij een plaatsje bemachtigde in de top acht van de European Order of Merit van de PDC. Hierdoor wist hij zich te plaatsen voor het Europees Kampioenschap in Düsseldorf van juli 2011. Naar aanleiding van die kwalificatie tekende hij een contract bij de PDC, wat hem verhinderde om nog aan toernooien van de BDO deel te nemen. Op dat Europees kampioenschap versloeg hij de Spanjaard Antonio Alcinas met 6-2 in de eerste ronde en Wes Newton in de tweede met 10-8. In zijn kwartfinale bleek Adrian Lewis met 10-8 de betere van de twee. 
Via een vijftiende plaats in de PDC Pro Tour Order of Merit wist Huybrechts zich te plaatsen voor het wereldkampioenschap, waar hij in de eerste ronde tegen Brendan Dolan werd uitgeloot en deze match ook won met 3-0. Hij haalde de kwartfinales omdat hij vervolgens ook James Richardson en Paul Nicholson eenvoudig versloeg. Hij verloor vervolgens van de latere finalist Andy Hamilton.
Op 2 december 2012 speelde Huybrechts zijn eerste finale in een televisietoernooi op de Players Championship Finals, nadat hij achtereenvolgens Vincent van der Voort, Michael Smith, Peter Wright en Justin Pipe had verslagen, om dan in de finale zelf met 13-6 de duimen te moeten leggen tegen Phil Taylor.
Vlak voor de start van de PDC World Darts Championship 2013 stierf zijn vader echter. In de eerste ronde verloor hij als favoriet tegen Scott Rand met 3-2 in sets.
In 2013 bereikte hij samen met zijn oudere broer Ronny de finale van de World Cup of Darts, zeg maar het landen WK darts, waar er uiteindelijk met 3-1 in setstand verloren werd van het Engelse duo Adrian Lewis & de legendarische Phil Taylor. België zou nadien nooit meer de finale bereiken. Twee halve finales en twee kwartfinales bleken nadien het maximum. Kim Huybrechts speelde aanvankelijk voor België met zijn oudere broer Ronny en later met Dimitri Van Den Bergh. In 2023 is België (met Kim Huybrechts en Dimitri Van Den Bergh) als 5e reekshoofd outsider voor de titel.
Kim Huybrechts zette zijn opmars verder met drie opeenvolgende deelnames aan de Premier League (2015-2016-2017).
Op 27 december 2021, tijdens het wereldkampioenschap van 2022, verloor Huybrechts in de laatste 32 van Gerwyn Price. Het leek erop dat Huybrechts zou winnen, maar de beslissing moest vallen in een 'sudden death-leg', waarin Price het voordeel had te mogen beginnen. Huybrechts verloor de leg en daarmee ook de wedstrijd van de toenmalige wereldkampioen.
Op 18 februari 2023 versloeg Huybrechts Devon Petersen, Dylan Slevin, Nathan Aspinall, Ricardo Pietreczko, Josh Rock en Gerwyn Price voor een plek in de finale van Players Championship 03, waarin hij Gabriel Clemens met een uitslag van 8-1 aftroefde. Het was voor de Belg een eerste PDC-titel in acht jaar tijd. Op de World Cup of Darts (officieuze landen WK) bereikte Kim Huybrechts samen met Dimitri Van Den Bergh de halve finale waar met 8-7 nipt verloren werd van latere winnaar Wales (met G. Price en J. Clayton). Het jaar eindigde helaas op een valse noot door de uitschakeling in de tweede ronde op het WK na een 3-0 nederlaag tegen de Nederlander Richard Veenstra.
Op 9 mei 2024 liep Huybrechts tijdens schermutselingen na de Bekerfinale voetbal een dubbele breuk in het sleutelbeen van zijn werparm op. In juni van dat jaar bereikte hij met Dimitri Van den Bergh de halve finale op de World Cup of Darts. In oktober 2024 bereikte de Belg de finale van het Czech Darts Open. Een finale halen op de European Tour was hem niet meer gelukt sinds het International Darts Open 2017. Opvallend is dat hij pas na de loting werd opgeroepen om in te vallen. Luke Humphries was met een uitslag van 8-1 te sterk in de finale.

## Resultaten op Wereldkampioenschappen

### WDF

#### World Cup
- 2009: Laatste 64 (verloren van Martin Phillips met 0-4)

### PDC
- 2012: Kwartfinale (verloren van Andy Hamilton met 2-5)
- 2013: Laatste 64 (verloren van Scott Rand met 2-3)
- 2014: Laatste 32 (verloren van Ian White met 3-4)
- 2015: Laatste 16 (verloren van Phil Taylor met 3-4)
- 2016: Laatste 64 (verloren van David Pallett met 2-3)
- 2017: Laatste 16 (verloren van Phil Taylor met 2-4)
- 2018: Laatste 64 (verloren van James Richardson met 0-3)
- 2019: Laatste 32 (verloren van Dave Chisnall met 0-4)
- 2020: Laatste 16 (verloren van Luke Humphries met 1-4)
- 2021: Laatste 32 (verloren van Ryan Searle met 2-4)
- 2022: Laatste 32 (verloren van Gerwyn Price met 3-4)
- 2023: Laatste 16 (verloren van Dimitri Van den Bergh met 0-4)
- 2024: Laatste 64 (verloren van Richard Veenstra met 0-3)
- 2025: Laatste 96 (verloren van Keane Barry met 1-3)

## Resultaten op de World Matchplay
- 2012: Laatste 32 (verloren van Terry Jenkins met 9-11)
- 2013: Laatste 32 (verloren van Peter Wright met 4-10)
- 2014: Laatste 32 (verloren van Mervyn King met 4-10)
- 2015: Laatste 32 (verloren van Peter Wright met 5-10)
- 2016: Laatste 32 (verloren van Gerwyn Price met 8-10)
- 2017: Laatste 32 (verloren van Alan Norris met 6-10)
- 2018: Laatste 16 (verloren van Peter Wright met 5-11)
- 2022: Laatste 32 (verloren van Dave Chisnall met 7-10)
- 2023: Laatste 32 (verloren van Dirk van Duijvenbode met 10-12)

## Gespeelde finales hoofdtoernooien

### PDC
| Resultaat | Nr. | Jaar | Kampioenschap               | Tegenstander | Score  | Variant |
| Runner-up | 1.  | 2012 | Players Championship Finals | Phil Taylor  | 6 – 13 | Legs    |

- Wedstrijden worden beslist bij gewonnen legs of sets

## 9-darter
| Datum            | Tegenstander       | Toernooi            | Methode                         | Prijs  |
| ---------------- | ------------------ | ------------------- | ------------------------------- | ------ |
| 14 november 2014 | Michael van Gerwen | Grand Slam of Darts | 3 x T20; 3 x T20; T20, T19, D12 | £5.000 |